# Ishak Pascià
Pascià Ishak (... – Salonicco, 30 gennaio 1487) è stato un generale albanese, statista e in seguito gran visir dell'Impero ottomano.

## Biografia
Jean-Claude Faveyrial rivela che Ishak Pascià era albanese. L'orientalista turco Halil Inalcik (1916-2016) credeva che Ishak Pascià fosse stato creato dalla confusione tra diversi Ishak Pascià ottomani (in particolare Ishak bin Abdullah e Ishak bin Ibrahim) e Ishak Bey, ma secondo lui Ishak Pascià era albanese o di origini slave. Secondo l'orientalista tedesco Franz Babinger (1891-1967) era un convertito di origine greca.
Intorno al 1451 circa fu nominato Beilerbei (governatore provinciale) dell'Eyalet di Anatolia e lo stesso anno, il sultano Mehmet II ("il Conquistatore"), appena asceso, lo costrinse a sposare la vedova di suo padre Murad II, Hatice Hatun. Da lei ebbe cinque figli, Halil Bey, Şadi Bey, Mustafa Çelebi, Piri Çelebi, e Ibrahim Bey; e tre figlie, Hafsa Hatun, Fahrünnisa Hatun e Şahzade Hatun.
Il suo primo mandato come gran visir fu durante il regno di Mehmed II. Durante questo periodo, trasferì il popolo turco Oghuz dalla città anatolica di Aksaray a Costantinopoli appena conquistata per popolare la città, che aveva perso una parte della sua popolazione prima della conquista del 1453. Il quartiere della città in cui si stabilirono i migranti si chiama ora Aksaray.
Il suo secondo mandato fu durante il regno di Beyazit II. Morì il 30 gennaio 1487 a Salonicco.